# Carlo Raspagni

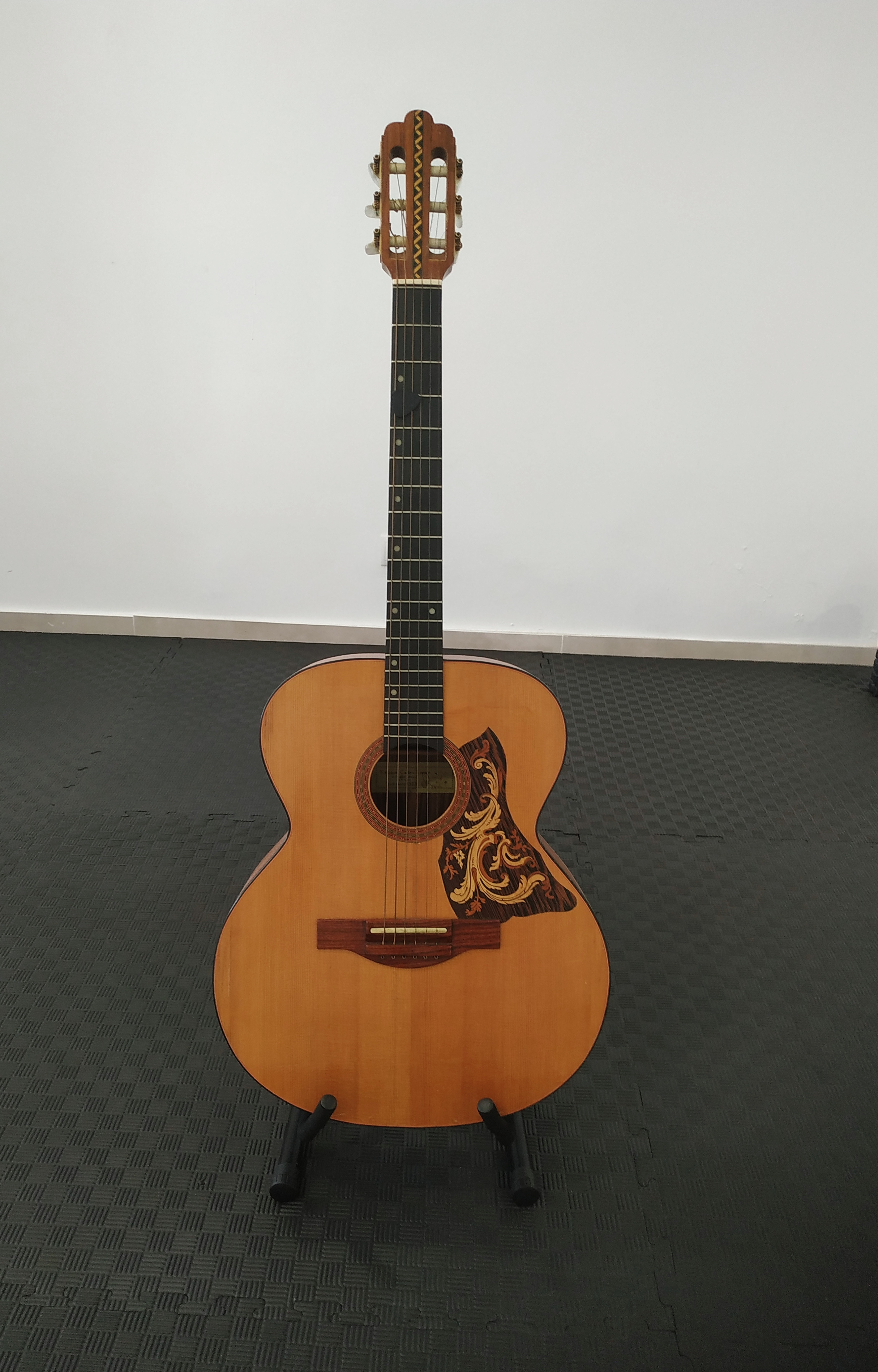

Carlo Raspagni (Vignate, 14 ottobre 1925 – Vignate, 30 agosto 1999) è stato un liutaio italiano.

## Biografia
Inizia la sua carriera alla fine della seconda guerra mondiale nella bottega dello zio, Erminio Travi, costruttore di mandolini e chitarre. Dopo anni passati a fare il garzone, si reca a Milano per apprendere le tecniche di costruzione dello strumento. Viene assunto dall'industria Monzino e inizia a lavorare in catena di montaggio riuscendo così a padroneggiare l'arte liutaia, a riconoscere i legni e a carpire svariate tecniche dai maestri del tempo. Dopo dieci anni di lavoro, nel 1960 si mette in proprio e inizia un rapporto di amicizia con i più grandi liutai del tempo come Giulietti, Naldi e il suo maestro Gallinotti.
Nel 1961 arriva secondo al “Concorso nazionale della chitarra moderna”, organizzato dall'Anlai, l'associazione artigiana liutaria italiana, dietro a Nicola De Bonis, un liutaio molto conosciuto in quell'epoca. Nonostante abbia vinto numerosi premi nell'arco della sua carriera artistica, è proprio quel secondo posto a renderlo noto al grande pubblico e ai grandi musicisti. Giorgio Gaber suonò chitarre Raspagni progettate apposta per lui. Luigi Tenco comprò la prima chitarra costruita da Raspagni e da allora suonò solo quelle per tutta la sua carriera. E poi ancora Enzo Jannacci, Cochi e Renato, Adriano Celentano, Fabrizio De André, Lino Patruno, Caterina Valente, Tony Renis, Franco Mussida e molti altri gli commissionarono delle chitarre.
Gran parte degli strumenti dell'orchestra mandolinistica di Lugano sono firmati  da Raspagni. Nel 1984 fece dono di una chitarra, costruita con cassa in acero e tavola in abete, a papa Giovanni Paolo II.
Per diffondere le tecniche di costruzione degli strumenti musicali, con l'aiuto della Provincia di Milano e del Comune di Vignate, crea una scuola di liuteria dove insegna a costruire chitarre acustiche e classiche. Oggi, grazie a questo corso, diversi suoi allievi sono affermati liutai.
Negli anni ottanta Raspagni rifiuta le proposte di investitori giapponesi per allargare la sua produzione, deciso a continuare a costruire chitarre con le proprie mani.
Piccola, leggera, suono pulito, queste sono le caratteristiche delle sue chitarre.
Le sue chitarre sono ancora oggi molto usate, per esempio dal concertista Giulio Tampalini e dal chitarrista compositore Daniele Magli.
Tra i suoi allievi si annoverano tra gli altri Gianni Angelo Pedrini, Roberto de Miranda, Maurizio Foti.
Muore il 30 agosto del 1999, a 73 anni, ancora in piena attività, lasciando molte chitarre ancora da finire. Alcuni suoi pezzi incompiuti furono in seguito raccolti da grandi liutai e ultimati.